# Bradysia angustipennis
Bradysia angustipennis är en tvåvingeart som beskrevs av Johannes Winnertz 1867. Bradysia angustipennis ingår i släktet Bradysia och familjen sorgmyggor. Arten är reproducerande i Sverige. Inga underarter finns listade i Catalogue of Life.